# Sigard d'Hainaut
Sigar o Sieghard fou comte de Liuhgau i d'Hainaut.
El 880, pel tractat de Ribemont, la Lotaríngia va tornar a Lluís III el Jove, rei de Germània, que va nomenar com a comte a Hainaut i Luihgau a Renyer I. Quan aquest va caure en desgràcia amb Zuentibold, fou desterrat el 898 i enviat en exili a Bohèmia i els seus dominis foren concedits a Sigar, d'origen desconegut. Apareix esmentat en cartes de 9 d'octubre del 902 i 18 de gener del 908 del rei Lluís IV d'Alemanya (rei de Germània 899-911). Encara que apareix per darrer cop en una carta del 915, fou comte fins vers el 920. El va succeir llavors Enguerrand II, parent d'Enguerrand I (comte de Gant, de Courtrai i de Tournai nomenat per Carles el Calb que va governar del 870 al 880)